# Varicellovirus
Genre
Varicellovirus est un genre de virus de la famille des Orthoherpesviridae de l'ordre des Herpesvirales. Il contient le virus varicelle-zona (VZV ou HHV-3) et des virus vétérinaires comme le BoHV-1 de la rhinotrachéite infectieuse bovine.

## Taxonomie

### Étymologie
L'étymologie du taxon Varicellovirus fait référence à la varicelle.

### Liste des espèces
L'ICTV recense les 20 espèces suivantes dans le genre Varicellovirus :
- Varicellovirus bovinealpha1
- Varicellovirus bovinealpha5
- Varicellovirus bubalinealpha1
- Varicellovirus canidalpha1
- Varicellovirus caprinealpha1
- Varicellovirus cercopithecinealpha9
- Varicellovirus cervidalpha1
- Varicellovirus cervidalpha2
- Varicellovirus cervidalpha3
- Varicellovirus equidalpha1
- Varicellovirus equidalpha3
- Varicellovirus equidalpha4
- Varicellovirus equidalpha6
- Varicellovirus equidalpha8
- Varicellovirus equidalpha9
- Varicellovirus felidalpha1
- Varicellovirus humanalpha3
- Varicellovirus monodontidalpha1
- Varicellovirus phocidalpha1
- Varicellovirus suidalpha1